# Zakład Hydrotechniczny KGHM
Zakład Hydrotechniczny KGHM – oddział KGHM Polska Miedź S.A., odpowiedzialny za utrzymanie, eksploatację i rozbudowę składowiska Żelazny Most, gdzie trafiają odpady poflotacyjne z procesu wzbogacania rudy. Składowisko jest umieszczone w naturalnym obniżeniu i otoczone wałami. Do rozbudowy składowiska (podnoszenie korony wału) używa się materiału o najgrubszej frakcji, odseparowanego ze składowanego odpadu. Materiał jest transportowany na składowisko hydrotechniczne, następnie następuje jego naturalna segregacja i sedymentacja. Najdrobniejszy materiał jest składowany w centralnej części składowiska w postaci zawiesiny. Woda krąży w obiegu zamkniętym.